# Eatoniopsis
Eatoniopsis là một chi ốc biển nhỏ, là động vật thân mềm chân bụng sống ở biển trong họ Rissoidae.

## Các loài
Các loài trong chi Eatoniopsis gồm có:
- Eatoniopsis edwardiensis (Watson, 1886)[2]